# Crveni Grad
Crveni Grad (en serbe cyrillique : Црвени Град) est un village de Serbie situé dans la municipalité de Trgovište, district de Pčinja. Au recensement de 2011, il comptait 81 habitants.

## Démographie

### Évolution historique de la population
| 1948 | 1953 | 1961 | 1971 | 1981 | 1991 | 2002 | 2011 |
| ---- | ---- | ---- | ---- | ---- | ---- | ---- | ---- |
| 633  | 660  | 662  | 586  | 333  | 195  | 149  | 81   |

|  |